# Frère aîné, sœur cadette
Pour plus de détails, voir Fiche technique et Distribution.
Frère aîné, sœur cadette (あにいもうと, Ani imōto) est un film japonais réalisé par Mikio Naruse, sorti en 1953 au Japon.

## Synopsis
Dans le Japon rural s'affrontent un frère et une sœur. Après une enfance soudée, leurs destins s'opposent. Le frère, tailleur de pierre vivant auprès de ses modestes parents, ne supporte pas l'émancipation  de Môn, revenue enceinte d'une liaison éphémère. En parallèle, San, leur sœur commune, se montre plus sérieuse et étudie pour réussir.

## Fiche technique
- Titre : Frère aîné, sœur cadette
- Titre original : Ani imōto (あにいもうと)
- Réalisation : Mikio Naruse
- Scénario : Yōko Mizuki, d'après le roman de Saisei Murō
- Photographie : Shigeyoshi Mine
- Musique : Ichirō Saitō
- Son : Hisashi Shimonaga
- Production : Nobuo Miura
- Pays d'origine :  Japon
- Langue : japonais
- Format : noir et blanc - 1,33:1 - 35 mm
- Genre : Film dramatique
- Durée : 86 minutes
- Date de sortie : Japon 19 août 1953

## Distribution
- Machiko Kyō : Mon
- Masayuki Mori  : Inokichi, le frère
- Yoshiko Kuga : San
- Yuji Hori : Taiichi
- Eiji Funakoshi : Kobata